# WCT Finals 1983
Il WCT Finals 1983 è stato un torneo di tennis giocato sul sintetico indoor. È stata la 13ª edizione del torneo, che fa parte del World Championship Tennis 1983. Il torneo si è giocato al Reunion Arena di Dallas negli Stati Uniti dal 26 aprile al 1º maggio 1983.

## Campioni

### Singolare maschile
John McEnroe ha battuto in finale  Ivan Lendl con il punteggio di 6–2, 4–6, 6–3, 6–7, 7–6